# Albalat dels Tarongers
Pour les articles homonymes, voir Albalat.
Albalat dels Tarongers, en valencien et officiellement, (Albalat de Taronchers en castillan), est une commune d'Espagne de la province de Valence dans la Communauté valencienne. Elle est située dans la comarque du Camp de Morvedre et dans la zone à prédominance linguistique valencienne.

## Géographie

Localisation d'Albalat dels Tarongers
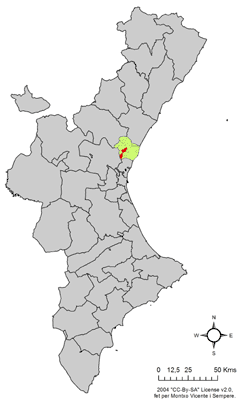
dans la Communauté valencienne.
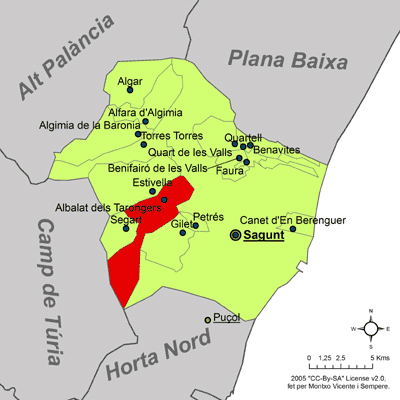
dans la comarque du Camp de Morvedre.

### Sources
- (es) Varaciones de los municipios de España desde 1842, Ministerio de administraciones públicas, octobre 2008, 364 p. (lire en ligne) [PDF]